# Арктически заек
Арктическият заек (Lepus arcticus) е вид бозайник от семейство Зайцови (Leporidae). Възникнал е преди около 0,3 млн. години по времето на периода кватернер. Видът не е застрашен от изчезване.

## Разпространение
Разпространен е в Гренландия и Канада (Квебек, Лабрадор, Манитоба, Нунавут, Нюфаундленд и Северозападни територии).

## Описание
На дължина достигат до 57,2 cm, а теглото им е около 4,4 kg.
Продължителността им на живот е около 7 години.